# Marina Galanou
Marina Galanou (Pireu,? –?, 8 de outubro de 2021) foi uma ativista trans, editora, escritora e colunista grega.
Galanou nasceu no Pireu, no bairro da cidade de Piraiki, na Grécia. Ela foi uma participante ativa no ativismo LGBTI de 1997 até sua morte.

## Carreira e ativismo LGBT
Instigada pela perseguição diária de pessoas trans pela polícia em 2002, Galanou, juntamente com outras pessoas trans, tomou a iniciativa de estabelecer o primeiro coletivo trans reconhecido na Grécia, a Associação para a Solidariedade de Travestis e Pessoas Transexuais (SATTE). Galanou foi membro fundadora da SATTE e Secretária-Geral até julho de 2004, quando saiu. Como Secretária-Geral, sua ação se concentrou na proteção de pessoas trans contra a discriminação e a violência racista, na proteção de mulheres trans contra a arbitrariedade policial e no reconhecimento legal da identidade de gênero, em linha com a então recente jurisprudência do Tribunal Europeu de Direitos Humanos (TEDH) (Goodwin vs. Reino Unido).
Em junho de 2004, ela renunciou ao cargo de Secretária Geral da SATTE e, em 17 de julho do mesmo ano, fundou a primeira editora – chamada Colourful Planet – e uma livraria especializada em literatura LGBT. O objetivo da Colourful Planet é a publicação de livros focados em questões LGBTI e a coleta de bibliografia, bem como a promoção da diversidade e cultura LGBT. A Colourful Planet também realizou dois concursos de poesia e prosa, bem como muitas apresentações de livros.
Galanou também foi membro da Comunidade Homossexual Grega, uma organização para a defesa dos direitos fundamentais das pessoas LGBTI. Ela foi Secretária-Geral da organização entre maio de 2006 e abril de 2008. Suas atividades se concentraram na proteção das pessoas LGBTI contra a discriminação, com ênfase particular nos direitos dos refugiados LGBTI, na exclusão de doações de sangue e nas violações dos direitos humanos em geral.
Em 2009 e após a dissolução da SATTE, Galanou tomou a iniciativa para a criação de um coletivo trans reconhecido na Grécia. Isso foi alcançado em maio de 2010, com o estabelecimento da Associação Grega de Apoio a Transgêneros (GTSA). Galanou foi a presidente da GTSA. Suas ações se concentraram em reivindicar direitos humanos fundamentais com base na expressão, identidade e características de gênero - e principalmente na violência racista, abolição do discurso de ódio, combate à arbitrariedade policial, abolição da discriminação, reconhecimento legal da identidade de gênero, apoio aos direitos dos trabalhadores do sexo, direitos dos detentos e direitos dos refugiados. Suas ações também se concentraram mais amplamente na limitação de preconceitos e estereótipos com base no gênero, expressão, identidade de gênero e características.
Galanou era uma especialista do Conselho da Europa e participou nessa qualidade no primeiro seminário especial para a polícia grega sobre questões relativas ao combate aos crimes de ódio com base na orientação sexual e na identidade de género, num seminário internacional sobre questões de migração LGBTI que teve lugar na Ordem dos Advogados de Atenas, e em dois seminários especiais para assistentes sociais em casos de migração. Nessa qualidade, foi também membro consultivo da Comissão Preparatória Legislativa Especial para a elaboração de um projeto de lei sobre o reconhecimento legal da identidade de género entre março e junho de 2017.
Galanou escreveu artigos para jornais e sites como Amagi, Epohi, Avgi, e Editors' Newspaper (efsyn), e deu entrevistas para muitos meios de comunicação. Ela participou de muitas conferências sobre questões de direitos humanos e seminários e conferências científicas gregas, europeias e internacionais. Participou de vídeos dirigidos por Christos Dimas para a peça Partali de Theodoros Gregoriades.
Ela também foi escritora de livros sobre questões de direitos fundamentais e proprietária da t-zine, uma revista online sobre direitos trans. Galanou acreditava no feminismo interdisciplinar que não pode deixar de incluir os direitos das pessoas LGBTI, não binárias e, em geral, todas as pessoas de gênero fluido, profissionais do sexo, refugiados, prisioneiros e, em geral, de todas as minorias reprimidas e pessoas que vivem na pobreza.

## Obras publicadas

### Publicações de autoria própria
- 2014, «Ταυτότητα και έκφραση φύλου. Ορολογία, διακρίσεις, στερεότυπα και μύθοι» (em português: Identidade e expressão de género. Definições, estereótipos, discriminação e mitos), Associação de Apoio a Transgêneros (em grego)[46]
- 2016, «Είμαι τρανς – Ξέρω τα δικαιώματά μου» (em português: Sou trans – conheço os meus direitos), Associação de Apoio a Transgêneros. (em grego)[47]
- 2018, «Ταυτότητα και έκφραση φύλου» (em português: Identidade e expressão de gênero), Jornal Efsyn (em grego)[48]

### Participação em publicações coletivas
- 2017, «Αναγνώριση ταυτότητας φύλου» (em português: Reconhecendo a identidade de gênero): Em vista do projeto de lei (elaborado) pela Comissão Preparatória Legislativa do Ministério da Justiça, Editora Sakkoulas, Escritores: Efi Kounougeri-Manoledaki, Lina Papadopoulou, Katerina Foudedaki, Marina Galanou, Stavros P. Boufidis, Georgios Sarlis [Série: Publicações de Direito Médico e Bioética – Edição. 27, Diretores de Série: M. Kaiafa-Gbandi, Ε. Kounougeri-Manoledaki, É. Symeonidou-Kastanidou] (em grego)[49]

## Filmografia

### Televisão
- Entrevista de Marina Galanou e Anna Apergi no programa de George Kouvaras, Evening Report do canal Action24.[50]